# Das Glück (Procházka)
Das Glück ist ein Tonmärchen in einem Akt des Komponisten Rudolph von Procházka (op 15); für das Libretto zeichnete Theodor Kirchner verantwortlich.

## Handlung
Der Einsiedler Winfried verrichtet vor seiner Hütte seine Morgenandacht (Lied „Schon ist der stille Wald erwacht“). Plötzlich erscheint ihm das Glück und bittet um Schutz und Hilfe. Winfried vermeint aber einem teuflischen Spuk ausgesetzt zu sein und weist das Glück schroff ab. Nun zeigt sich das Glück in seiner wirklichen Gestalt und beteuert, das traurigste und unglücklichste Ding auf dieser Welt zu sein. Jedermann verfolgt das Glück gleich der wilden Jagd und gönnt ihm keine Ruhe.
Schon nähern sich wieder Verfolger und Winfried schickt das Glück in seine Hütte. Dort soll es sich mit Winfrieds Kutte verkleiden und auch sonst unkenntlich machen. Die Verfolger halten vor dem Einsiedler und jeder besteht auf seinem Anspruch auf das Glück. Als der Dichter erklärt, das Glück bedeute Entsagung, verweist der Einsiedler auf seine Hütte. Die Verfolger dringen ein, finden aber zu ihrer Enttäuschung nur einen alten Mann.
Als sie Winfried bedrohen, entschuldigt der sich und verrät, dass sich das Glück im Wald hinter seiner Hütte versteckt hätte. Die Verfolger nehmen die Verfolgung wieder auf (Lied „Wir müssen alles lassen“). Sobald diese verschwunden sind, erscheint das Glück aus der Hütte und dankt Winfried für seine Hilfe. Das Glück bittet Winfried, bei ihm bleiben zu dürfen und lässt zum Dank für seine Zustimmung rund um die Hütte Blumen wachsen und alle Vögel des Waldes ihm ein Ständchen bringen (Duett „Ich fühle, auch mich verlebten Mann“).
In der Waldeinsamkeit beim Einsiedler Winfried fühlt sich das Glück zum ersten Mal glücklich. Es wundert sich nur, dass dieser keine Wünsche habe; Vorschläge, ihn wieder hübsch, jung und weise zu machen lehnt er ab. Als das Glück weiter insistierend nach seinen Wünschen fragt, wünscht er sich aller Leiden des Lebens befreit ledig zu sein. Das Glück erschrickt darüber, möchte ihm aber dennoch diesen Wunsch erfüllen. Winfried müsse nur das Glück küssen, um diese Bitte gewährt zu bekommen.
Allerdings fürchtet der gläubige Einsiedler, durch diesen Kuss die Sünde der Wollust in ihm zu entfachen. Er betet, dieser Versuchung widerstehen zu können (Duett „Ich fliehe zu dir“) und will sich im Wald in kontemplativer Ruhe zurückziehen. Das Glück beklagt sein Schicksal, den Menschen kein Glück mehr bringen zu können. Getröstet durch den Wind, dem Bach und den anderen Stimmen des Waldes schläft das Glück ein; seit langem wieder einmal glücklich (Chor „Nun laßt uns verstummen“).
Inzwischen ist der Einsiedler zu seiner Hütte zurückgekommen. Seinen inneren Frieden hat er nicht gefunden, aber als er das Glück schlafend vor seiner Hütte sieht, will er es küssen. Er stimmt ein Lied an („Der Wald ringsum“) und küsst das Glück. Ein Dornenstrauch wollte ihn noch zurückhalten, doch vergeblich. Wie es ihm das Glück prophezeit hat, sinkt der Einsiedler beim Kuss augenblicklich tot zu Boden. Dadurch erwacht das Glück und bemerkt, was geschehen ist.
Nun muss das Glück sich erneut dem Ansturm und der Verfolgung der Menschen stellen. Langsam verschwindet das Glück und auf Winfrieds Leiche regnen Rosen. Mit dem Chor der Luftgeister „Vom Erdenleid für immer befreit“ fällt der Vorhang.